# Бойко Георгиев
Бойко Гергов Георгиев е български учен физик, доктор на физическите науки, професор и понастоящем член на академичния съвет на Университетската многопрофилна болница за активно лечение и спешна медицина „Н. И. Пирогов“, София, почетен професор на Техническия университет във Варна и директор на програмата по Биомедицинско развитие в AO Изследователски Институт в Давос, Швейцария.

## Кратка биография
Бойко Георгиев е роден на 22 септември 1959 г. в Селановци, България. През 1977 г. завършва Природо-математическата гимназия „Академик Иван Ценов“ във Враца. През 1984 г. завършва специалността „Физика на твърдото тяло“ във Физическия факултет на Софийския университет „Климент Охридски“. През 2009 г. става доктор на науките с тема на дисертацията „Кристалографска структура и механични свойства на покрития от метали, сплави и биоматериали, нанесени чрез термични спрей-технологии“. Има многобройни публикации в научни списания.
Интересен факт от неговата биография е, че той е баща на Росен Гергов, който за известно време е главен диригент на Симфоничния оркестър на БНР.